# Кошуља са адресама
„Кошуља са адресама” је југословенски кратки ТВ филм из 1983. године. Режирао га је Дејан Мијач а сценарио је написао Славко Лебедински
.

## Улоге
| Глумац     | Улога |
| ---------- | ----- |
| Љуба Тадић |       |